# Tiruchengode
Tiruchengode là một thành phố và khu đô thị của quận Namakkal thuộc bang Tamil Nadu, Ấn Độ.

## Nhân khẩu
Theo điều tra dân số năm 2001 của Ấn Độ, Tiruchengode có dân số 80.177 người. Phái nam chiếm 51% tổng số dân và phái nữ chiếm 49%. Tiruchengode có tỷ lệ 72% biết đọc biết viết, cao hơn tỷ lệ trung bình toàn quốc là 59,5%: tỷ lệ cho phái nam là 79%, và tỷ lệ cho phái nữ là 65%. Tại Tiruchengode, 10% dân số nhỏ hơn 6 tuổi.